# Кілосанідзе Олена Олександрівна
Олена Олександрівна Кілосанідзе (уроджена Сагінашвілі; нар. 5 листопада 1935, Тбілісі, Грузинська РСР) — радянська актриса театру, російський педагог з акторської майстерності і сценічної мови, режисер. Народна артистка Грузинської РСР (1983).

## Біографія
Олена (Неллі) Кілосанідзе народилася 5 листопада 1935 року в Тбілісі. У 1957 році вступила до театрального училища імені Б. В. Щукіна (курс В. Етуша), в 1959 році перевелася до Тбіліського театрального інституту імені Шота Руставелі і закінчила його в 1963 році (акторський факультет, педагоги Г. Сарчемілідзе, А. О. Хорава).
Ще студенткою була запрошена в Тбіліський російський театр імені О. С. Грибоєдова на головну роль Кеттрін у виставі «Вид з мосту» по п'єсі А. Міллера (реж. М. І. Туманішвілі). З 1963 року зарахована в трупу того ж театру. Працювала в театрі до 1995 року.
Також Неллі Кілосанідзе працювала викладачкою сценічної мови в Тбіліському театральний інститут імені Шота Руставел в 1985—1993 роках.
З 1995 року — викладач театральних дисциплін у Дитячій школі мистецтв № 7 (театральній) м. Москви, в 1999—2016 рр. — художній керівник цієї школи. Керує колективом «Міраж», трупа якого складена з випускників театральної школи.

## Родина
- Батько — Сагінашвілі Олександр Георгійович (1892—1938), офіцер
- Мати — Підгорецька Ірина Миколаївна (1911—1987), театральний художник
- Чоловік — Кілосанідзе Тенгіз Костянтинович (1933—2011), фізик
- Син — Кілосанідзе Костянтин Тенгізович (нар. 1961), філолог
- Дочка — Кілосанідзе Гелена Тенгізівна (нар. 1971), біофізик, програміст

## Звання та нагороди
- Заслужена артистка Грузинської РСР (1967).
- Народна артистка Грузинської РСР (1983).

## Театральні роботи
- Кеттрін — «Вид з мосту» А. Міллера (1962, реж. М. Туманішвілі)
- Принцеса — «Звичайне диво» Шварца (1963, реж. Н. Деметрашвілі)
- Вірочка — «Перед вечерею» В. Розова (1963, реж. К. Сурмава)
- Ліда — «Моя старша сестра» О. Володіна (реж. Н. Ешба)
- Наташа — «104 сторінки про любов» Е. Радзинського (реж. М. Кучухідзе)
- Асель — «Топольок мій у червоній косинці» Ч. Айтматова (реж. К. Сурмава)
- Геля — «Варшавська мелодія» Л. Зоріна (1967, реж. К. Сурмава)
- Феррі — «Дивна місіс Севідж» Д. Патріка (реж. Н. Ешба)
- Стелла — "Трамвай «Бажання» Т. Вільямса (реж. С. Челідзе)
- Нази — «Дуель» М. Байджієва (1968, реж. К. Сурмава)
- Інга — «Солов'їна ніч» В. Єжова (1969, реж. С. Челідзе)
- Віктоша — «Казки старого Арбату» О. Арбузов (1972, реж. К. Сурмава)
- Лариса Дмитрівна — «Безприданниця» О. Островського (1972, реж. Р. Портер)
- Ніна Леонідівна — «В цьому милому, старому будинку» О. Арбузова (1972, реж. Г. Лордкіпанідзе)
- Сара — «Іванов» А. П. Чехова (1972, реж. Г. Лордкіпанідзе)
- Едіт Піаф — «Едіт Піаф» В. Легентова (1973, реж. Ю. Шевчук)
- Анна Австрійська — «Три мушкетери» М. Розовський, Ю. Ряшенцев (1976, реж. О. Товстоногов)
- Жінка — «Смак черешні» А. Осецька (1976, реж. О. Товстоногов і Л. Джаші)
- Моніка Штеттлер — «Фізики» Дюрренматт (1977, реж. О. Товстоногов)
- Ніна Грибоєдова — «Світлої пам'яті…» Є. Кілосанідзе (1979, реж. О. Товстоногов)
- Мати — «Двері грюкають» М. Фермо (1980, реж. Г. Чакветадзе)
- Марія — «Закон вічності» Н. Думбадзе (1981, реж. Р. Жорданія)
- Цариця Зейнаб — «Зрада» А. Сумбаташвіли-Южин (1983, реж. Г. Жорданія)
- Ганна Боженицька — «Година пік» Е. Ставинський (1984, реж. Г. Жорданія)
- Королева Анна — «Склянка води» Е. Скриб (1985, реж. Л. Джаші)
- Віра Петрівна — «Дзвони» Г. Мамлин (1988, К. Сурмава)
- Вівіан Буасьєр — «Будьте здорові» П. Шено (1989, реж. Л. Джаші)
- Доріс — «В майбутньому році, в той же час» Б. Слейд (реж. В. Сабо)
- Раневська — «Вишневий сад», А. П. Чехов (реж. Г. Кавтарадзе)
- Ганна Вирубова — «Распутін» М. Лашер (1993, реж. Г. Кавтарадзе)

## Фільмографія
- 1962 — Бувальщина, розказана пензлем — вона
- 1963 — Зліт — бортпровідниця

## Режисерські роботи в колективі «Міраж»
- «Вітальня Ніни Грибоєдової» (Гран-прі на Шостому московському відкритому музично-театральному фестивалі, Москва, 2003; Лауреат 1-го ступеня Грантового театрального конкурсу «ТріумF», Санкт-Петербург, 2016)
- «Щоденник Анни Франк»
- «Пігмаліон»
- «Склянка води»
- «Біда від ніжного серця»
- «Мері Поппінс»
- «Пеппі Довгапанчоха»
- «Дивна місіс Севідж» (Диплом лауреата I ступеня і диплом «Абсолютний чемпіон» у Міжнародному турнірі мистецтв «Слався, Вітчизно!», Сочі, 2017)
- «Ожилі портрети. Срібний вік»
- «Наше містечко»